# Schloss Eberstein (Gernsbach)

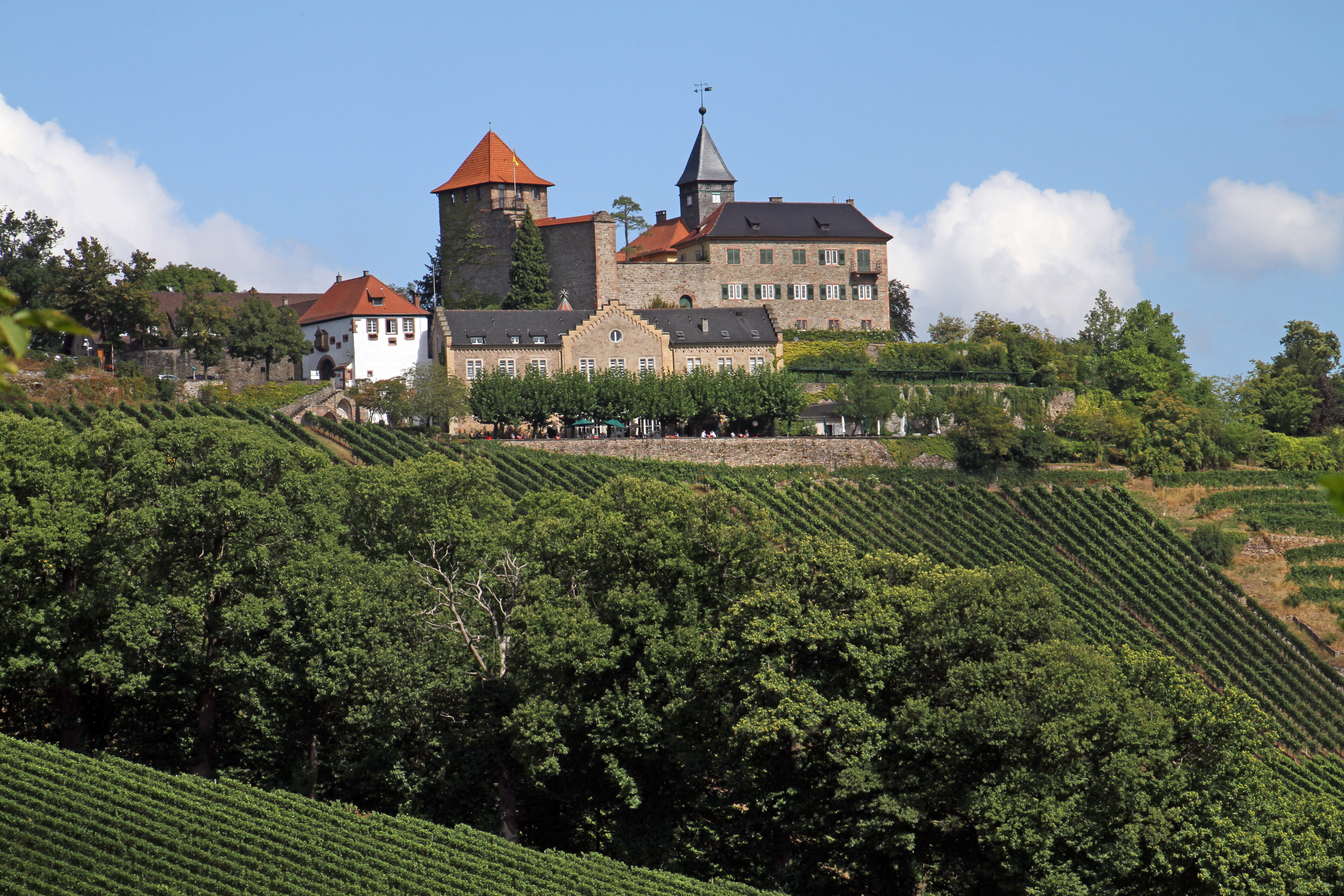
Schloss Eberstein

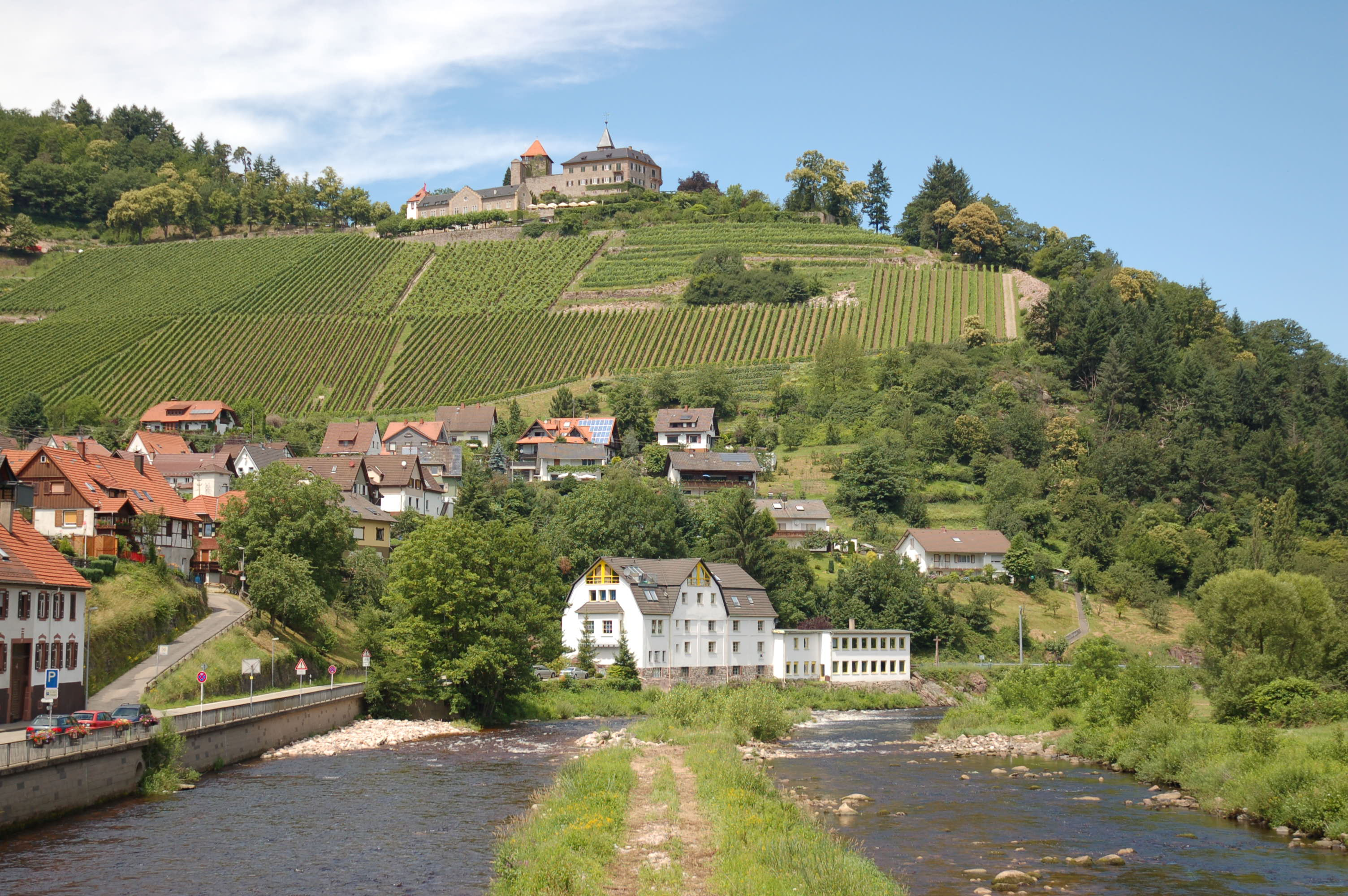
Lage des Schlosses oberhalb von Obertsrot und der Murg (2007)

Das Schloss Eberstein, auch Neu-Eberstein oder Neueberstein genannt, ist ein Schloss in Gernsbach-Obertsrot im baden-württembergischen Landkreis Rastatt. Es handelt sich ursprünglich um eine Spornburg der Grafen von Eberstein mit Schildmauer zum Hang, deren Bergseite der rechteckige Bergfried verstärkte. Die Anlage wurde mehrfach erweitert und Anfang des 19. Jahrhunderts durch die badische Herrscherfamilie zum Landschloss umgebaut. Schloss Eberstein ist ein Wohnplatz von Gernsbach und dient heute als Hotel, Restaurant, Weingut und privater Wohnsitz.

## Geographische Lage
Das Schloss liegt 130 Höhenmeter über dem Talgrund der Murg auf einer Bergnase im Norden des Gernsbacher Stadtteils Obertsrot, die den Übergang vom tief eingeschnittenen mittleren Murgtal zu dem sich bei Gernsbach aufweitenden unteren Murgtal markiert. Der am Abhang zur Murg freiliegende Fels aus Forbachgranit ist als Grafensprung bekannt. Mit ihm ist eine Sage um den Grafen Wolf von Eberstein verbunden.
Eine Straßenanbindung besteht über die Kreisstraße 3701, welche von der Gernsbach Kernstadt zum Schloss und weiter nach Müllenbild und über die Landesstraße 78 nach Baden-Baden-Oberbeuern führt. Der nächste Zugang mit öffentlichen Verkehrsmitteln ist der Haltepunkt Obertsrot der Murgtalbahn, von dem aus die Schlossanlage über eine etwa 1,5 Kilometer lange Teilstrecke des Premiumwanderwegs Murgleiter zu erreichen ist.

## Geschichte

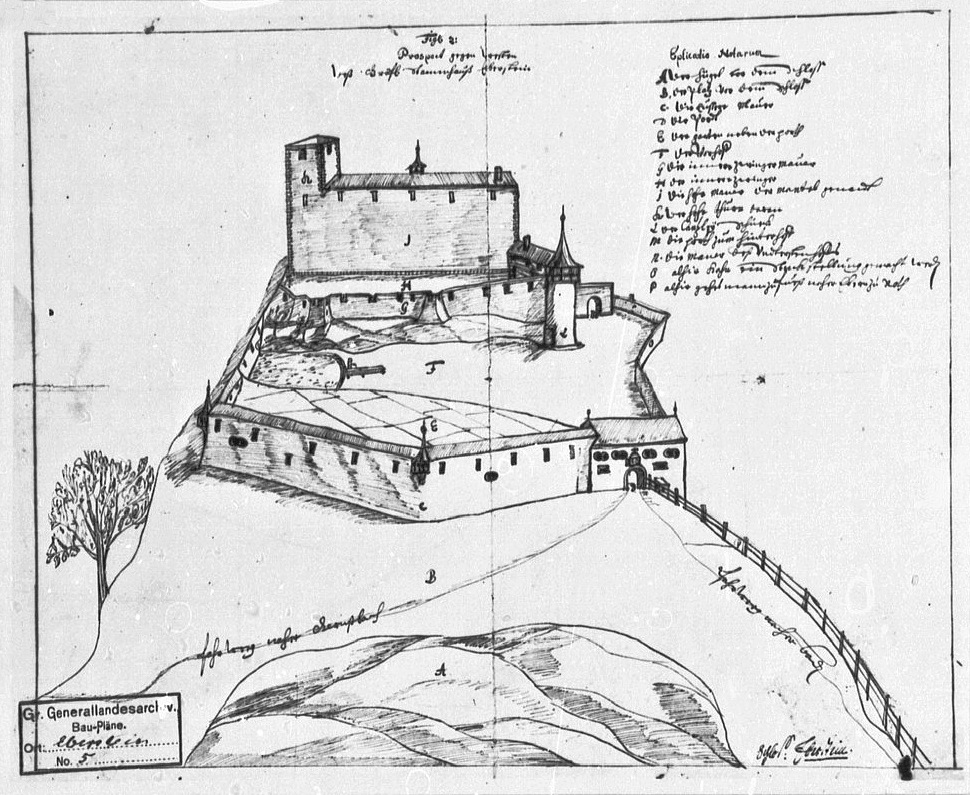
Ansicht von Westen, Zeichnung aus dem 17. Jahrhundert

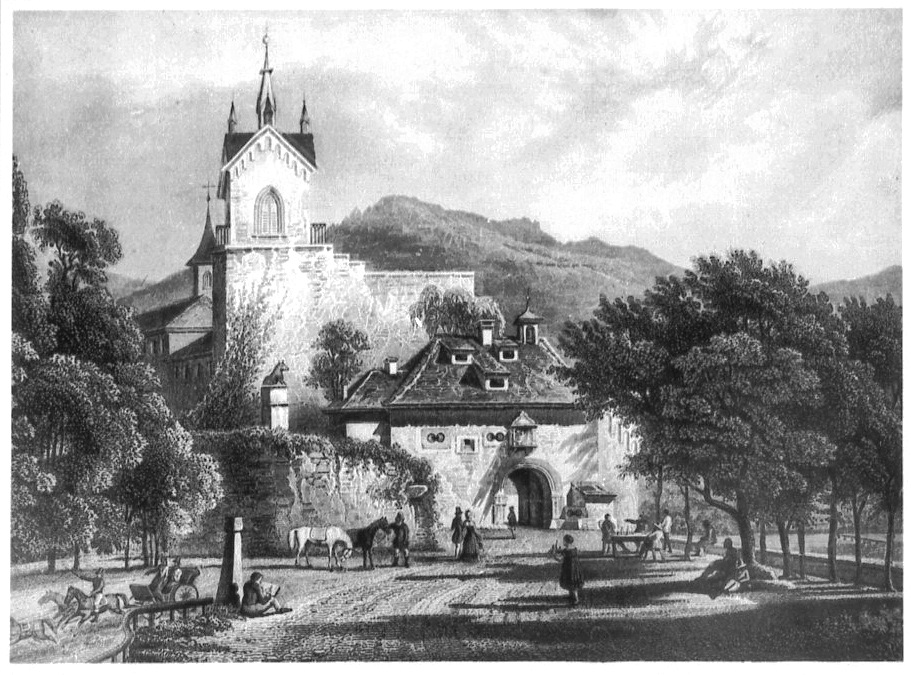
Ansicht von Westen, nach einer Zeichnung aus dem 19. Jahrhundert. Der neugotische Turmaufbau wurde inzwischen wieder entfernt

Neu-Eberstein wurde als Novum Castrum Eberstein im Jahr 1272 erstmals erwähnt und diente neben der Burg Alt-Eberstein als Sitz der Herren der Grafschaft Eberstein. Als Bauherr und erster Burgherr gilt Otto I. von Eberstein (1207–1279). Zu den ältesten Bauteilen zählen die Schildmauer und der Stumpf des Bergfrieds. Eine bedeutende Erweiterung erfuhr die Anlage im 16. Jahrhundert unter Wilhelm IV. von Eberstein (1497–1562), der Brunnen, Treppentürme, den Oberstock des Wohngebäudes, einen Archivbau, eine Burgkapelle und verschiedene Zwingermauern errichten ließ. Im frühen 17. Jahrhundert kamen unter Philipp III. von Eberstein († 1609) das neue Torhaus, die Vorwerke im Osten und Westen sowie weitere Zwingermauern hinzu.
Der Besitz der Ebersteiner fiel nach deren Aussterben mit dem Tode Graf Casimirs (1639–1660) teils an die Markgrafschaft Baden, teils an Württemberg-Neuenstadt. Die Anlage wurde künftig nicht mehr als Herrensitz genutzt, sondern war nur noch Wohnstatt der badischen und württembergischen Verwalter. Zur Zeit des Pfälzischen Erbfolgekriegs war die Burg ein sicherer Ort für den Prinzen Leopold Wilhelm, das baden-badische Archiv und für die Klosterfrauen vom Heiligen Grab. 1691 brannte ein Teil der Anlage nieder. Daraufhin wurde die Burg nur noch als Werkstatt und Lager genutzt.
Im Laufe der Zeit gelangten die württembergischen Anteile des vormaligen Ebersteiner Besitzes sukzessive an Baden. 1798 übergab der badische Markgraf Karl Friedrich die Anlage seinem Sohn Friedrich. Dieser ließ die Burg ab 1802 durch den Karlsruher Baumeister Friedrich Weinbrenner im neugotischen Stil zum Schloss umbauen.
Unter Großherzog Leopold wurden ab etwa 1830 die Gebäude auch im Inneren neogotisch umgestaltet. Nach Plänen des Weinbrenner-Schülers Heinrich Hübsch entstand außerdem anstelle der alten Stallungen das heutige Restaurantgebäude. Der ausführende Werkmeister Johann Belzer zeichnete auch für weitere Umbauten im späten 19. Jahrhundert verantwortlich. Großherzog Leopold erwarb außerdem zahlreiche Kunstschätze, die er im Schloss ausstellen ließ, darunter historische Glasmalereien u. a. aus der Pfarrkirche in Dühren und Ottersweier, eine gotische Kreuzigungsgruppe von 1464 vom ehemaligen Zisterzienserkloster Herrenalb und romanische Reliefs aus dem 12. Jahrhundert von der abgerissenen Klosterkirche in Petershausen. Die Hauskapelle ließ Leopold mit Gemälden von Moritz von Schwind und dem Hofmaler Albert Gräfle ausstatten.

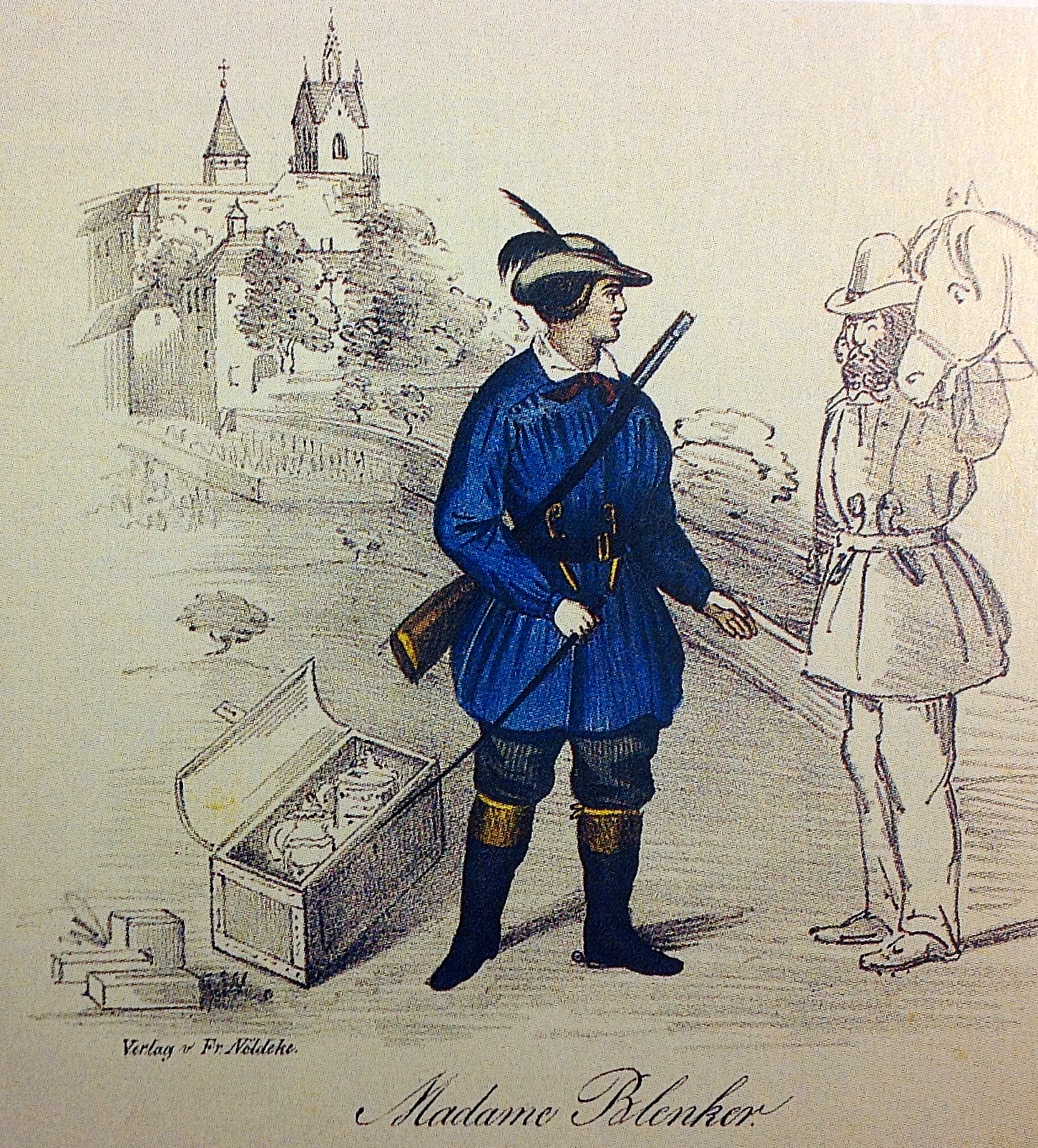
Elise Blenker mit einer gefüllten Truhe vor Schloss Eberstein, Lithografie 1849

Während der Badischen Revolution war das Schloss regelmäßiger Treffpunkt eines Kreises von konservativen Bürgern, Beamten und Geistlichen aus dem Murgtal, die der Revolution kritisch oder ablehnend gegenüberstanden. Es kam zur Geiselnahme im Murgtal, als auf Anordnung des Gernsbacher Zivilkommissars die Teilnehmer der konspirativen Runde um den Schlossverwalter am 24. Juni 1849 als Reaktionäre verhaftet und in Geiselhaft genommen wurden. Wenige Tage später plünderten pfälzische Freischärler unter dem Kommando von Ludwig Blenker und Elise Blenker das Schloss.
Der Heimatdichter, Gärtner und Landwirt Heinrich Würtenberger wirkte im späten 19. und frühen 20. Jahrhundert als Schlossverwalter auf Schloss Eberstein. 1902 ernannte ihn Großherzog Friedrich I. zum Ökonomierat.
Der Bergfried erhielt seine heutige Gestalt im Jahr 1951 nach Plänen von Otto Linde.
Im Jahr 2000 verkaufte Max Markgraf von Baden das Schloss an den aus Gernsbach stammenden und in Köln ansässigen Industrieversicherungsmakler Gerd Overlack, der im Jahr 2012 ebenfalls Schloss Gymnich ersteigerte. Dieser ließ das denkmalgeschützte Schloss aufwändig restaurieren. Ebenso wurde der Weinberg auf fünf Hektar in Südlage neu und terrassiert angelegt. Der Weinberg war 1994 vom Markgrafen gerodet worden, da die Bewirtschaftung nicht mehr rentabel erschien. Die Rodung hatte zu erheblichem Unmut in Gernsbach und Obertsrot geführt, da der Weinberg landschaftsprägend ist.
Schloss Eberstein wird als Kulturdenkmal von besonderer Bedeutung eingestuft und wurde von der Denkmalstiftung Baden-Württemberg zum Denkmal des Monats Januar 2008 ernannt.

## Heutige Nutzung

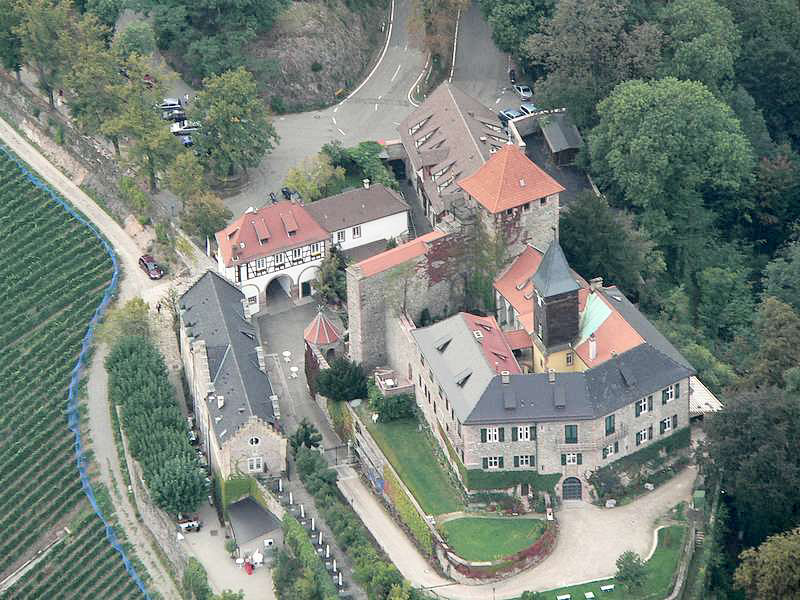
Luftaufnahme, September 2006

Mit Werners Restaurant ist ein Feinschmeckerrestaurant im Schloss beheimatet, das seit 2006 mit einem Stern im Guide Michelin ausgezeichnet ist, sowie ein 4-Sterne-Hotel. Ebenso ist das Schloss bei Wanderern und Ausflüglern ein beliebtes Ziel, unter anderem wegen der Schloss-Schänke mit dem dazugehörigen Platanen-Terrassenbiergarten und der damit verbundenen Aussicht ins mittlere Murgtal. Aufgrund der privaten Eigentumsverhältnisse gibt es keine Schlossführungen.
Durch den neuen Eigentümer und dessen Bruder Jörg wurde auch der erst wenige Jahre zuvor eingestellte und davor über Jahrhunderte betriebene Weinbau am Hang unterhalb des Schlosses wieder ins Leben gerufen. Das Weingut gehört zur Weinbauregion Ortenau und liegt am Wanderweg Ortenauer Weinpfad. Um den Schlossberg verläuft der baumkundliche Lehrpfad Arboretum Schloss Eberstein. Das Schloss ist eine Station des Wanderwegs Gernsbacher Runde und des Gernsbacher Sagenwegs.
Auf dem kurvenreichen Straßenanstieg von der Gernsbacher Murginsel wurde durch den örtlichen Motorsportverein Automobilclub  Eberstein e. V. (ACE) zwischen 1970 und 1989 14-mal die Motorsportveranstaltung Schloßbergrennen durchgeführt. Seit 2004 findet, in Anlehnung an diese Rennen, unter dem Namen Schlossberg–Historic jährlich an einem Wochenende ein Treffen für Oldtimer- und Youngtimer-Fahrzeuge mit einem sogenannten Gleichmäßigkeitsfahrt-Wettbewerb statt.